# Kortenberg
Kortenberg este o comună în provincia Brabantul Flamand, în Flandra, una dintre cele trei regiuni ale Belgiei. Comuna este formată din localitățile Kortenberg, Erps-Kwerps, Everberg și Meerbeek. Suprafața totală este de 34,52 km². Comuna Kortenberg este situată în zona flamandă vorbitoare de limba neerlandeză a Belgiei. La 1 ianuarie 2008 comuna avea o populație totală de 18.662 locuitori.

## Personalități născute aici
- Félicien Marceau (1913 - 2012), scriitor.

## Localități înfrățite
- Franța: Parcé
- Surinam: Blauwgrond

1. ↑  GeoNames, accesat în 16 noiembrie 2022